# Briançon
Briançon er en købstad i regionen Provence-Alpes-Côte d'Azur i Frankrig. Byen er med sine 1.326 m.o.h. den højest beliggende købstad i Frankrig og er næsthøjest beliggende i Europa, kun overgået af Davos i Schweiz. Briançon ligger i de franske alper tæt på grænsen til Italien. Briançon ligger i Guisiane-dalen. Nordøst for byen udspringer floden Durance.

## Historie
Briançon ligger tæt på alpepasset Col de Montgenèvre, der allerede i romertiden var en vigtig trafikåre gennem Alperne op til den schweiziske del af Rhônedalen.
I 1692 ødelagde en storbrand store dele af byen, den del der i dag kendes som den gamle bydel. Men på grund af byens strategisk vigtige placering blev den hurtigt genopført af den berømte fæstningsbygmester Vauban, nu som en velbefæstet borg. Fæstningen modstod i 1815 et angreb fra de østrigske tropper, og i 1940 modstod den et angreb fra Italien.

## Geografi
I Briançon mødes landevejene fra Gap og Grenoble med vejen fra Torino.
Floden Guisane løber ud i Durance i Briançon. Byen har ofte været start- eller målby i Tour de France.
I byens vestlige udkant ligger svævebanen Prorel Cable Car, som både sommer og vinter tager turister en tur op til Mont Prorel.